# E-Prix de Zúrich de 2018
El e-Prix de Zúrich de 2018 (oficialmente, el 2017-18 FIA Formula E Julius Bär Zürich e-Prix) fue una carrera de monoplazas eléctricos del campeonato de la FIA de Fórmula E que tuvo lugar el 10 de junio de 2018 en el circuito callejero de Zúrich, Suiza.

## Entrenamientos libres
Todos los horarios corresponden al huso horario local (UTC+2).

### Primeros libres
| Hora de inicio 9:00 - Hora de finalización 9:45 |     |                   |                           |          |            |         |
| Pos.                                            | N.º | Piloto            | Equipo                    | Tiempo   | Diferencia | Vueltas |
| 1                                               | 1   | Lucas Di Grassi   | Audi Sport ABT Schaeffler | 1:11.995 | —          | 26      |
| 2                                               | 20  | Mitch Evans       | Panasonic Jaguar Racing   | 1:13.138 | +1.143     | 21      |
| 3                                               | 66  | Daniel Abt        | Audi Sport ABT Schaeffler | 1:13.392 | +1.397     | 27      |
| 4                                               | 3   | Nelson Piquet Jr. | Panasonic Jaguar Racing   | 1:13.398 | +1.403     | 23      |
| 5                                               | 16  | Oliver Turvey     | NIO Formula E Team        | 1:13.401 | +1.406     | 21      |
| Fuente:fiaformulae.com                          |     |                   |                           |          |            |         |

### Segundos libres
| Hora de inicio 11:30 - Hora de finalización 12:00 |     |                   |                         |          |            |         |
| Pos.                                              | N.º | Piloto            | Equipo                  | Tiempo   | Diferencia | Vueltas |
| 1                                                 | 19  | Felix Rosenqvist  | Mahindra Racing         | 1:12.207 | —          | 20      |
| 2                                                 | 20  | Mitch Evans       | Panasonic Jaguar Racing | 1:12.261 | +0.054     | 14      |
| 3                                                 | 7   | Jérôme d'Ambrosio | Dragon Racing           | 1:12.595 | +0.388     | 9       |
| 4                                                 | 6   | José María López  | Dragon Racing           | 1:12.601 | +0.394     | 12      |
| 5                                                 | 36  | Alex Lynn         | DS Virgin Racing        | 1:12.620 | +0.413     | 17      |
| Fuente:fiaformulae.com                            |     |                   |                         |          |            |         |

## Clasificación
Todos los horarios corresponden al huso horario local (UTC+2).

### Resultados
| Hora de inicio 14:00 - Hora de finalización 14:36 |     |                        |                           |          |            |    |
| Pos.                                              | N.º | Piloto                 | Equipo                    | Tiempo   | Diferencia | P. |
| 1                                                 | 20  | Mitch Evans            | Panasonic Jaguar Racing   | 1:12.594 | —          | SP |
| 2                                                 | 7   | Jérôme d'Ambrosio      | Dragon Racing             | 1:12.857 | +0.263     | SP |
| 3                                                 | 6   | José María López       | Dragon Racing             | 1:12.877 | +0.283     | SP |
| 4                                                 | 18  | André Lotterer         | Techeetah                 | 1:12.906 | +0.312     | SP |
| 5                                                 | 2   | Sam Bird               | DS Virgin Racing          | 1:12.981 | +0.387     | SP |
| 6                                                 | 1   | Lucas Di Grassi        | Audi Sport ABT Schaeffler | 1:13.042 | +0.448     | 5  |
| 7                                                 | 9   | Sébastien Buemi        | Renault e.dams            | 1:13.061 | +0.467     | 6  |
| 8                                                 | 8   | Nicolas Prost          | Renault e.dams            | 1:13.084 | +0.490     | 7  |
| 9                                                 | 66  | Daniel Abt             | Audi Sport ABT Schaeffler | 1:13.107 | +0.513     | 9  |
| 10                                                | 19  | Felix Rosenqvist       | Mahindra Racing           | 1:13.214 | +0.620     | 10 |
| 11                                                | 3   | Nelson Piquet Jr.      | Panasonic Jaguar Racing   | 1:13.380 | +0.786     | 11 |
| 12                                                | 36  | Alex Lynn              | DS Virgin Racing          | 1:13.393 | +0.799     | 15 |
| 13                                                | 23  | Nick Heidfeld          | Mahindra Racing           | 1:13.405 | +0.811     | 12 |
| 14                                                | 4   | Edoardo Mortara        | Venturi Formula E Team    | 1:13.413 | +0.819     | 13 |
| 15                                                | 28  | António Félix da Costa | MS&AD Andretti Formula E  | 1:13.422 | +0.828     | 14 |
| 16                                                | 27  | Stéphane Sarrazin      | MS&AD Andretti Formula E  | 1:13.500 | +0.906     | 16 |
| 17                                                | 25  | Jean-Éric Vergne       | Techeetah                 | 1:13.524 | +0.930     | 17 |
| 18                                                | 5   | Maro Engel             | Venturi Formula E Team    | 1:13.541 | +0.947     | 18 |
| 19                                                | 68  | Luca Filippi           | NIO Formula E Team        | 1:14.067 | +1.473     | 19 |
| 20                                                | 16  | Oliver Turvey          | NIO Formula E Team        | 1:14.139 | +1.545     | 20 |
| Fuente:fiaformulae.com                            |     |                        |                           |          |            |    |

Notas:
1. ↑  «Guide: welcome to the 2018 Julius Baer Zurich E-Prix». Formula E (en inglés británico). Consultado el 9 de junio de 2018.
2. 1 2 3  «Previo y horarios del ePrix de Zúrich de Fórmula E». Motor.es. 9 de junio de 2018. Consultado el 9 de junio de 2018.
3. 1 2 3  «Race Results – Formula E». www.fiaformulae.com (en inglés). Archivado desde el original el 12 de junio de 2018. Consultado el 10 de junio de 2018.
4. 1 2 3 4 5  Las primeras 5 posiciones de la parrilla van a ser determinadas por una Super Pole.
5. ↑  Fue sancionado con 3 puestos en la grilla de largada por ingresar al carril rápido de los boxes antes de que la salida a boxes estuviera abierta.

### Super Pole
| Hora de inicio 14:45 - Hora de finalización 15:00 |     |                   |                         |          |            |    |
| Pos.                                              | N.º | Piloto            | Equipo                  | Tiempo   | Diferencia | P. |
| 1                                                 | 20  | Mitch Evans       | Panasonic Jaguar Racing | 1:12.811 | —          | 1  |
| 2                                                 | 18  | André Lotterer    | Techeetah               | 1:12.948 | +0.137     | 2  |
| 3                                                 | 2   | Sam Bird          | DS Virgin Racing        | 1:13.022 | +0.211     | 3  |
| 4                                                 | 7   | Jérôme d'Ambrosio | Dragon Racing           | 1:13.096 | +0.285     | 4  |
| 5                                                 | 6   | José María López  | Dragon Racing           | 1:13.927 | +1.116     | 8  |
| Fuente:fiaformulae.com                            |     |                   |                         |          |            |    |

Notas:
1. ↑  Fue sancionado con 3 puestos en la grilla de largada por no reducir la velocidad bajo banderas amarillas.

## Carrera
Todos los horarios corresponden al huso horario local (UTC+2).
| Hora de inicio 18:00   |     |                        |                           |       |                 |    |        |
| Pos.                   | N.º | Piloto                 | Equipo                    | Vtas. | Tiempo/Retirado | P. | Puntos |
| 1                      | 1   | Lucas Di Grassi        | Audi Sport ABT Schaeffler | 39    | 51:19.811       | 5  | 25     |
| 2                      | 2   | Sam Bird               | DS Virgin Racing          | 39    | +7.542          | 3  | 18     |
| 3                      | 7   | Jérôme d'Ambrosio      | Dragon Racing             | 39    | +16.822         | 4  | 15     |
| 4                      | 18  | André Lotterer         | Techeetah                 | 39    | +20.295         | 2  | 13     |
| 5                      | 9   | Sébastien Buemi        | Renault e.dams            | 39    | +26.692         | 6  | 10     |
| 6                      | 23  | Nick Heidfeld          | Mahindra Racing           | 39    | +28.059         | 12 | 8      |
| 7                      | 20  | Mitch Evans            | Panasonic Jaguar Racing   | 39    | +30.631         | 1  | 9      |
| 8                      | 28  | António Félix da Costa | MS&AD Andretti Formula E  | 39    | +31.301         | 14 | 4      |
| 9                      | 16  | Oliver Turvey          | NIO Formula E Team        | 39    | +32.180         | 20 | 2      |
| 10                     | 25  | Jean-Éric Vergne       | Techeetah                 | 39    | +32.833         | 17 | 1      |
| 11                     | 5   | Maro Engel             | Venturi Formula E Team    | 39    | +34.604         | 18 |        |
| 12                     | 6   | José María López       | Dragon Racing             | 39    | +35.206         | 8  |        |
| 13                     | 66  | Daniel Abt             | Audi Sport ABT Schaeffler | 39    | +46.222         | 9  |        |
| 14                     | 27  | Stéphane Sarrazin      | MS&AD Andretti Formula E  | 39    | +1:09.505       | 16 |        |
| 15                     | 19  | Felix Rosenqvist       | Mahindra Racing           | 38    | +1 vuelta       | 10 |        |
| 16                     | 36  | Alex Lynn              | DS Virgin Racing          | 38    | +1 vuelta       | 15 |        |
| Ret                    | 8   | Nicolas Prost          | Renault e.dams            | 31    | Accidente       | 7  |        |
| Ret                    | 68  | Luca Filippi           | NIO Formula E Team        | 20    |                 | 19 |        |
| Ret                    | 3   | Nelson Piquet Jr.      | Panasonic Jaguar Racing   | 20    |                 | 11 |        |
| Ret                    | 4   | Edoardo Mortara        | Venturi Formula E Team    | 6     | Accidente       | 13 |        |
| Fuente:fiaformulae.com |     |                        |                           |       |                 |    |        |

Notas:
1. ↑  Un punto adicional para el que marcó la vuelta rápida en carrera. (André Lotterer)
2. ↑  Tres puntos adicionales para el que marco la pole position. (Mitch Evans)
3. ↑  Stéphane Sarrazin sufrió 22 segundos de recargo por un drive through no penalizado.